# 1. FC Riegelsberg
Der 1. FC Riegelsberg (vollständiger Name: 1. Fußballclub Riegelsberg e. V.) ist ein Sportverein aus Riegelsberg im Saarland. Die erste Fußballmannschaft der Frauen spielt in der drittklassigen Regionalliga Südwest und qualifizierte sich 2014, 2016 und 2021 für den DFB-Pokal der Frauen.

## Geschichte
Der 1. FC Riegelsberg entstand am 1. Juli 1999 durch die Fusion der Vereine FV 08 Riegelsberg und DJK Riegelsberg. Die Männer des FV 08 spielten von 1979 bis 1983 in der Verbandsliga Saarland. Vor der Fusion gelang dem FV 08 die Rückkehr in die höchste saarländische Spielklasse, die seit 2009 Saarlandliga heißt. Größter Erfolg war Platz fünf in der Saison 2002/03. Im Jahre 2013 stiegen die Männer in die Verbandsliga Südwest ab. 2015 stieg der Verein wieder in die Saarlandliga auf.
Im Jahre 2009 wurde erstmals eine Frauenmannschaft gestellt, die in der Bezirksliga begann. Nach zwei Aufstiegen in Folge erreichten die Riegelsbergerinnen 2012 die Verbandsliga Saarland. Zwei Jahre später wurden der 1. FCR zwar Meister, durfte aber nicht aufsteigen. Grund hierfür war das Fehlen der vorgeschriebenen zweiten Frauen- und von Mädchenmannschaften. Im Saarlandpokal gewann die Mannschaft das Endspiel gegen den Regionalligisten FSV Viktoria Jägersburg mit 4:1 und qualifizierte sich für den DFB-Pokal.
Dort mussten die Riegelsbergerinnen in der ersten Runde zum Viertligisten 1. FFC Bergisch Gladbach und unterlagen mit 1:2. Im Jahr 2015 schafften die Riegelsbergerinnen den Aufstieg in die Regionalliga Südwest der Frauen. Ein Jahr später gewann die Mannschaft durch einen 2:1-Finalsieg über den SV Dirmingen zum zweiten Mal den Saarlandpokal.

## Persönlichkeiten
- Meike Dinger
- Sabrina Meyer
- Gerd Paulus (FV 08)
- Nathalie Quinten

## Erfolge
- Saarlandpokalsieger 2014, 2016, 2017, 2018, 2020